# Клаусен, Эдн
Эдн Клаусен (исл. Örn Clausen; 8 ноября 1928, Рейкьявик — 12 декабря 2008, Рейкьявик) — исландский легкоатлет, специалист по многоборьям. Выступал за сборную Исландии по лёгкой атлетике в конце 1940-х — начале 1950-х годов, серебряный призёр чемпионата Европы, участник летних Олимпийских игр в Лондоне. Также известен как юрист.

## Биография
Эдн Клаусен родился 8 ноября 1928 года в Рейкьявике в семье Арребоэ Клаусена. Занимался лёгкой атлетикой в одном из местных клубов, тренировался вместе со своим братом-близнецом Хёйкюром, который впоследствии тоже стал достаточно известным спортсменом.
Впервые заявил о себе в лёгкой атлетике на международном уровне в сезоне 1948 года, когда вошёл в состав исландской национальной сборной и благодаря череде удачных выступлений удостоился права защищать честь страны на летних Олимпийских играх в Лондоне — набрал в сумме всех дисциплин десятиборья 6444 очка и расположился в итоговом протоколе на 12-й строке, тогда как в беге на 100 метров не смог преодолеть предварительный квалификационный этап.
В 1950 году побывал на чемпионате Европы в Брюсселе, откуда привёз награду серебряного достоинства, выигранную в десятиборье — уступил здесь только представителю Франции Игнасу Хайнриху. Советский многоборец Владимир Волков, вспоминая чемпионат в своей книге «Путь многоборца», упоминает Клаусена в числе главных фаворитов турнира: «Представитель Исландии Клаузен оказался одним из самых молодых участников десятиборья (лет 19—20). 100 м Клаузен пробегал за 10,9—10,8 сек., 400 м — быстрее 50 сек., хорошо прыгал в длину и высоту. Слабее были его результаты в метании диска и копья, прыжке с шестом и в беге на 1500 м».
Рассматривался в качестве кандидата на участие в Олимпийских играх 1952 года в Хельсинки, однако незадолго до старта Игр получил травму и вынужден был отказаться от поездки.
После завершения спортивной карьеры в 1953 году получил высшее юридическое образование в Исландском университете и затем в течение многих лет работал по специальности адвокатом. Был дважды женат, имел семерых детей.
Умер 12 декабря 2008 года в Рейкьявике в возрасте 80 лет.